# Ēriks Ešenvalds
Ēriks Ešenvalds (Priekule, 26 januari 1977) is een Lets componist binnen het gebied van de klassieke muziek. Ešenvalds kreeg zijn opleiding aan het Conservatorium van Priekule en de Jāzepa Vītola Latvijas Mūzikas Akadēmija in Riga en studeerde daar in 2004 onder Selga Mence af.
Naast zijn studie muziek studeerde Esenvalds ook theologie aan de baptistencongregatie in zijn geboorteland. Na zijn muziekstudie volgde hij diverse masterclasses, waaronder ook in Nederland. Hij kreeg daarin ondersteuning van onder anderen Richard Danielpour en Michael Finnesy. In aanvulling daarop bezocht en werkte hij ook mee aan cursussen voor jonge Letse musici in Ogre. Gedurende zijn leven mocht hij al van diverse studiebeurzen genieten, al dan niet gefinancierd door de Letse staat. Zijn composities kregen al hier en daar prijzen, waaronder uiteraard in Letland, maar ook bijvoorbeeld in Berlijn. Inmiddels heeft hij zelf ook les gegeven en was of is hij lid van het Staatskoor van Letland.

## Oeuvre (selectief)
- 1997: Prayer (voor sopraan, tenor en piano)
- 1997: Poem (voor piano solo)
- 1998: At Nigh in the City (voor contrabas solo)
- 1998: Strijkkwartet
- 1999: Impressions of Saaremaa (voor klarinet en cello)
- 1999: Paradise Lost (voor koor)
- 1999: Summer Landscape (voor koor)
- 2000: The Story of Romeo and Juliet (voor 4 klarinetten)
- 2000: The last will of grandfather’s clock (voor harp)
- 2000: The Sea Piece (voor piano)
- 2001: Intercessiones (voor sopraan en strijkkwartet)
- 2001: Dum Spiro, Spero (voor dwarsfluit, viool, cello en piano)
- 2002: From the Dim and Distant Past (voor orkest)
- 2002: Cryptic (voor dwarsfluit, accordeon en kokles)
- 2002: Frontiers of time (voor strijkorkest)
- 2004: Amazing Grace (bewerking naar achtstemmig koor)
- 2005: Go Away Rain
- 2005: Passion and Resurrection
- 2006: Night Player
- 2006: Legend of the Walled-in Wife
- 2006: A Drop in the Ocean
- 2007: The Fruit Tree
- 2007: False Suns

- Bibsys: 15037449
- Biblioteca Nacional de España: XX6313408
- Bibliothèque nationale de France: cb15535707w (data)
- CiNii: DA18084805
- Gemeinsame Normdatei: 1037377974
- International Standard Name Identifier: 0000 0001 1499 7313
- Library of Congress Control Number: no2006119000
- Nationale Bibliotheek van Letland: 000052612
- MusicBrainz: d8299a2f-3b42-4776-925f-7b83965e5cf3
- Nationale Bibliotheek van Tsjechië: jx20080911004
- Nationale en Universitaire bibliotheek Zagreb: 000759345
- Nederlandse Thesaurus van Auteursnamen: 400412896
- Réseau des bibliothèques de Suisse occidentale: 02-A027748712
- Système universitaire de documentation: 160694426
- Virtual International Authority File: 163253181
- WorldCat: E39PBJycRhGX8kFy6Rqct8xYyd